# Socket F
Socket Fは、AMDが、OpteronシリーズのCPU向けに設計したCPUソケットであり、2006年8月15日にリリースされた。Socket Fは1207ピンであり、AMDの文書では「Socket F (1207)」と記述されている。

## 概要
Socket Fは、当初はAMDのサーバ向けのAMD Opteronで使用され、Socket S1と同様に、Athlon 64やAthlon 64 X2で使われたSocket AM2と同じ世代と考えられている。このソケットの世代はDDR2をサポートしている。
マザーボードにも依存するが、Socket FはFB-DIMMをサポートすることが出来る。Socket F向けのAMD Opteronは、DDR2-667 ECCだけでなくXDR DRAMもサポートする。このようなRAMをFB-DIMMで使用する場合、FB-DIMMは使用するRAMに関わらず全て同じDRAMスロットを使用できるので、新しいRAMをサポートするためのマザーボードやCPUの変更は必要ない。これにより、新しい形式のメモリをサポートするために、非常に高価なCPUに置き換えることが必要な、統合メモリコントローラを使用するHammerアーキテクチャの古い欠点を解決した。しかし、AMDは最近になってFB-DIMMをロードマップから消去した。
初期の世代のAMDプロセッサソケットのテクニカルドキュメントは容易に入手できるが、"Socket F (1207) Processor Functional Data Sheet"（AMD文書番号31118）は、まだ一般に公開されていない。

## AMD Quad FXプラットフォーム
Socket Fは、2006年11月30日にAMDによって公表されたAMD Quad FXプラットフォーム（リリース前は「4x4」や「QuadFather」と呼ばれた）のベースである。この修正版のSocket Fを、AMDはSocket 1207 FXと呼び、NVIDIAはSocket L1と呼んだ。これは、家庭用のハイエンドデスクトップで、デュアルソケット・デュアルコア（合計で4コア、将来的には8コア）プロセッサを可能とする。

## 採用製品
CPU
- AMD
  - K8
    - Windsor
    - Santa Ana / Santa Rosa

  - K10
    - Barcelona

チップセット
- NVIDIA
  - nForce 680a
  - nForce Professional 2200, 3400, 3600
- Broadcom
  - HT-1000, HT-2000